# Lijst van voetbalinterlands Oostenrijk - Slovenië
Deze lijst van voetbalinterlands is een overzicht van alle officiële voetbalwedstrijden tussen de nationale teams van Oostenrijk en Slovenië. De buurlanden speelden tot op heden zes keer tegen elkaar. De eerste ontmoeting, een vriendschappelijke wedstrijd, werd gespeeld in Linz op 18 maart 1997. Het laatste duel, een groepswedstrijd tijdens de UEFA Nations League 2024/25, vond plaats op 17 november 2024 in Wenen.

## Wedstrijden
| № | Plaats     | Datum            | Competitie                  | Wedstrijd             | Uitslag |
| - | ---------- | ---------------- | --------------------------- | --------------------- | ------- |
| 1 | Linz       | 18 maart 1997    | Vriendschappelijk           | Oostenrijk – Slovenië | 0 – 2   |
| 2 | Klagenfurt | 23 maart 2018    | Vriendschappelijk           | Oostenrijk – Slovenië | 3 – 0   |
| 3 | Klagenfurt | 7 juni 2019      | EK 2020 kwalificatie        | Oostenrijk – Slovenië | 1 – 0   |
| 4 | Ljubljana  | 13 oktober 2019  | EK 2020 kwalificatie        | Slovenië − Oostenrijk | 0 − 1   |
| 5 | Ljubljana  | 6 september 2024 | UEFA Nations League 2024/25 | Slovenië − Oostenrijk | 1 – 1   |
| 6 | Wenen      | 17 november 2024 | UEFA Nations League 2024/25 | Oostenrijk − Slovenië | 1 − 1   |

## Samenvatting
| Competitie          | Totaal gespeeld | Winst Oostenrijk | Gelijk | Winst Slovenië | Doelsaldo Oostenrijk – Slovenië |
| ------------------- | --------------- | ---------------- | ------ | -------------- | ------------------------------- |
| EK-kwalificatie     | 2               | 2                | 0      | 0              | 2 − 0                           |
| UEFA Nations League | 2               | 0                | 2      | 0              | 2 − 2                           |
| Vriendschappelijk   | 2               | 1                | 0      | 1              | 3 − 2                           |
| Totaal              | 6               | 3                | 2      | 1              | 7 − 4                           |

## Details

### Eerste ontmoeting
| Vriendschappelijk (Linz, Oostenrijk, 18 maart 1997): |              | |
| Oostenrijk | 0 – 2        | Slovenië |
| | goals        | 74' Primož Gliha 84' Ermin Šiljak |
| Herbert Prohaska | bondscoach   | Zdenko Verdenik |
| Michael Konsel 40' Markus Schopp Peter Schöttel Anton Pfeffer Goran Kartalija Andreas Heraf 46' Harald Cerny Franz Aigner Andreas Herzog 40' Adolf Hütter 22' Toni Polster | opstellingen | 89' Boško Boškovič Robert Englaro Aleš Križan 89' Miran Srebrnič Alfred Jermaniš 89' Aleš Čeh Đoni Novak 59' Sašo Udovič 66' Damjan Gajser 80' Primož Gliha 46' Matjaž Florjančič |
| Peter Stöger 22' 66' Franz Wohlfahrt 40' Herfried Sabitzer 40' Heimo Pfeifenberger 46' Roman Mählich 66'                                                                   | wissels      | 46' Ermin Šiljak 59' Simon Sešlar 66' Amir Karič 80' Vladimir Kokol 89' Janez Strajnar 89' Andrej Poljšak 89' Zeljko Milinovič                                                    |
| Peter Schöttel 34' Andreas Herzog 39' | gele kaarten | 19' Sašo Udovič 37' Alfred Jermaniš 63' Damjan Gajser |

ÖFB · A-internationals · Selecties · Bondscoaches · Oostenrijks vrouwenelftal · Olympisch elftal · Oostenrijk U21 · Oostenrijk U20 · Oostenrijk U19 · Oostenrijk U18 · Oostenrijk U17 · Oostenrijk U16 · Vrouwen U17
1902 – 1919 ·
1920 – 1929 ·
1930 – 1939 ·
1940 – 1949 ·
1950 – 1959 ·
1960 – 1969 ·
1970 – 1979 ·
1980 – 1989 ·
1990 – 1999 ·
2000 – 2009 ·
2010 – 2019 ·
2020 – 2029
EK's: 2008 · 
2016 · 
2020 · 
2024
WK's: 1934 · 
1954 · 
1958 · 
1978 · 
1982 · 
1990 · 
1998
OS: 1912 ·
1936 ·
1948 ·
1952
1902 · 
1903 · 
1904 · 
1905 · 
1906 · 
1907 · 
1908 · 
1909 · 
1910 · 
1911 · 
1912 · 
1913 · 
1914 · 
1915 · 
1916 · 
1917 · 
1918 · 
1919 · 
1920 · 
1921 · 
1922 · 
1923 · 
1924 · 
1925 · 
1926 · 
1927 · 
1928 · 
1929 · 
1930 · 
1931 · 
1932 · 
1933 · 
1934 · 
1935 · 
1936 · 
1937 · 
1938 · 1939 · 1940 · 1941 · 1942 · 1943 · 1944 · 1945 · 
1946 · 
1947 · 
1948 · 
1949 · 
1950 · 
1952 · 
1952 · 
1953 · 
1954 · 
1955 · 
1956 · 
1957 · 
1958 · 
1959 · 
1960 · 
1961 · 
1962 · 
1963 · 
1964 · 
1965 · 
1966 · 
1967 · 
1968 · 
1969 · 
1970 · 
1971 · 
1972 · 
1973 · 
1974 · 
1975 · 
1976 · 
1977 · 
1978 · 
1979 · 
1980 · 
1981 · 
1982 · 
1983 · 
1984 · 
1985 · 
1986 · 
1987 · 
1988 · 
1989 · 
1990 ·
1991 · 
1992 · 
1993 · 
1994 · 
1995 · 
1996 · 
1997 · 
1998 · 
1999 · 
2000 · 
2001 · 
2002 · 
2003 · 
2004 · 
2005 · 
2006 · 
2007 · 
2008 · 
2009 · 
2010 · 
2011 · 
2012 · 
2013 · 
2014 · 
2015 · 
2016 · 
2017 · 
2018 · 
2019 · 
2020 · 
2021 ·
2022
Albanië ·
Algerije ·
Andorra ·
Argentinië ·
Azerbeidzjan ·
België ·
Bosnië en Herzegovina ·
Brazilië ·
Bulgarije ·
Canada ·
Chili ·
Costa Rica ·
Cyprus ·
Denemarken ·
DDR ·
Duitsland ·
Egypte ·
Engeland ·
Estland ·
Faeröer ·
Finland ·
Frankrijk ·
Georgië ·
Ghana ·
Griekenland ·
Hongarije ·
Ierland ·
IJsland ·
Iran ·
Israël ·
Italië ·
Ivoorkust ·
Japan ·
Joegoslavië ·
Kameroen ·
Kazachstan ·
Kroatië ·
Letland ·
Liechtenstein ·
Litouwen ·
Luxemburg ·
Malta ·
Moldavië ·
Montenegro ·
Nederland ·
Nigeria ·
Noord-Ierland ·
Noord-Macedonië ·
Noorwegen ·
Oekraïne ·
Paraguay ·
Peru ·
Polen ·
Portugal ·
Roemenië ·
Rusland ·
San Marino ·
Schotland ·
Servië ·
Slovenië ·
Slowakije ·
Sovjet-Unie ·
Spanje ·
Trinidad en Tobago ·
Tsjechië ·
Tsjecho-Slowakije ·
Tunesië ·
Turkije ·
Uruguay ·
Venezuela ·
Verenigde Staten ·
Wales ·
Wit-Rusland ·
Zweden ·
Zwitserland
Algerije (1982) · 
Chili (1982) · 
Duitsland (2008) · 
Frankrijk (1982) · 
Hongarije (2016) · 
Italië (2021) · 
Kroatië (2008) · 
Nederland (2021) · 
Noord-Ierland (1982) · 
Noord-Macedonië (2021) · 
Oekraïne (2021) · 
Polen (2008) ·  
Portugal (2016) · 
West-Duitsland (1982)
NZS · A-internationals · Bondscoaches · Selecties · Statistieken · Sloveens vrouwenelftal · Olympisch elftal · Slovenië U21 · Slovenië U20 · Slovenië U19 · Slovenië U18 · Slovenië U17 · Slovenië U16
1991 – 1999 ·
2000 – 2009 ·
2010 – 2019 ·
2020 − 2029
EK's: 1996 · 
2000 · 
2004 · 
2008 · 
2012 · 
2016 · 
2020 · 
2024
WK's: 1998 · 
2002 · 
2006 · 
2010 · 
2014 · 
2018 ·
2022
1991 · 
1992 · 
1993 · 
1994 · 
1995 · 
1996 · 
1997 · 
1998 · 
1999 · 
2000 · 
2001 · 
2002 · 
2003 · 
2004 · 
2005 · 
2006 · 
2007 · 
2008 · 
2009 · 
2010 · 
2011 · 
2012 · 
2013 · 
2014 · 
2015 · 
2016 · 
2017 · 
2018 ·
2019 ·
2020 ·
2021 ·
2022 ·
2023 ·
2024
Albanië ·
Algerije ·
Argentinië ·
Armenië ·
Australië ·
Azerbeidzjan ·
België ·
Bosnië en Herzegovina ·
Bulgarije ·
Canada ·
China ·
Colombia ·
Cyprus ·
Denemarken ·
Duitsland ·
Engeland ·
Estland ·
Faeröer ·
 Finland ·
Frankrijk ·
Georgië ·
Ghana ·
Gibraltar ·
Griekenland ·
Honduras ·
Hongarije ·
IJsland ·
Israël ·
Italië ·
Ivoorkust ·
Joegoslavië ·
Kazachstan ·
Kosovo ·
Kroatië ·
Letland ·
Litouwen ·
Luxemburg ·
Malta ·
Mexico ·
Moldavië ·
Montenegro ·
Nederland ·
Nieuw-Zeeland ·
Noord-Ierland ·
Noord-Macedonië ·
Noorwegen ·
Oekraïne ·
Oman ·
Oostenrijk ·
Paraguay ·
Polen ·
Portugal ·
Qatar ·
Roemenië ·
Rusland ·
San Marino ·
Saoedi-Arabië ·
Schotland ·
Servië ·
Servië en Montenegro ·
Slowakije ·
Spanje ·
Trinidad en Tobago ·
Tsjechië ·
Tunesië ·
Turkije · 
Uruguay ·
Verenigde Arabische Emiraten ·
Verenigde Staten ·
Wales ·
Wit-Rusland ·
Zuid-Afrika ·
Zweden ·
Zwitserland
Algerije (2010) · 
Engeland (2010) · 
Paraguay (2002) · 
Spanje (2002) · 
Verenigde Staten (2010) · 
Zuid-Afrika (2002)